# Tahač

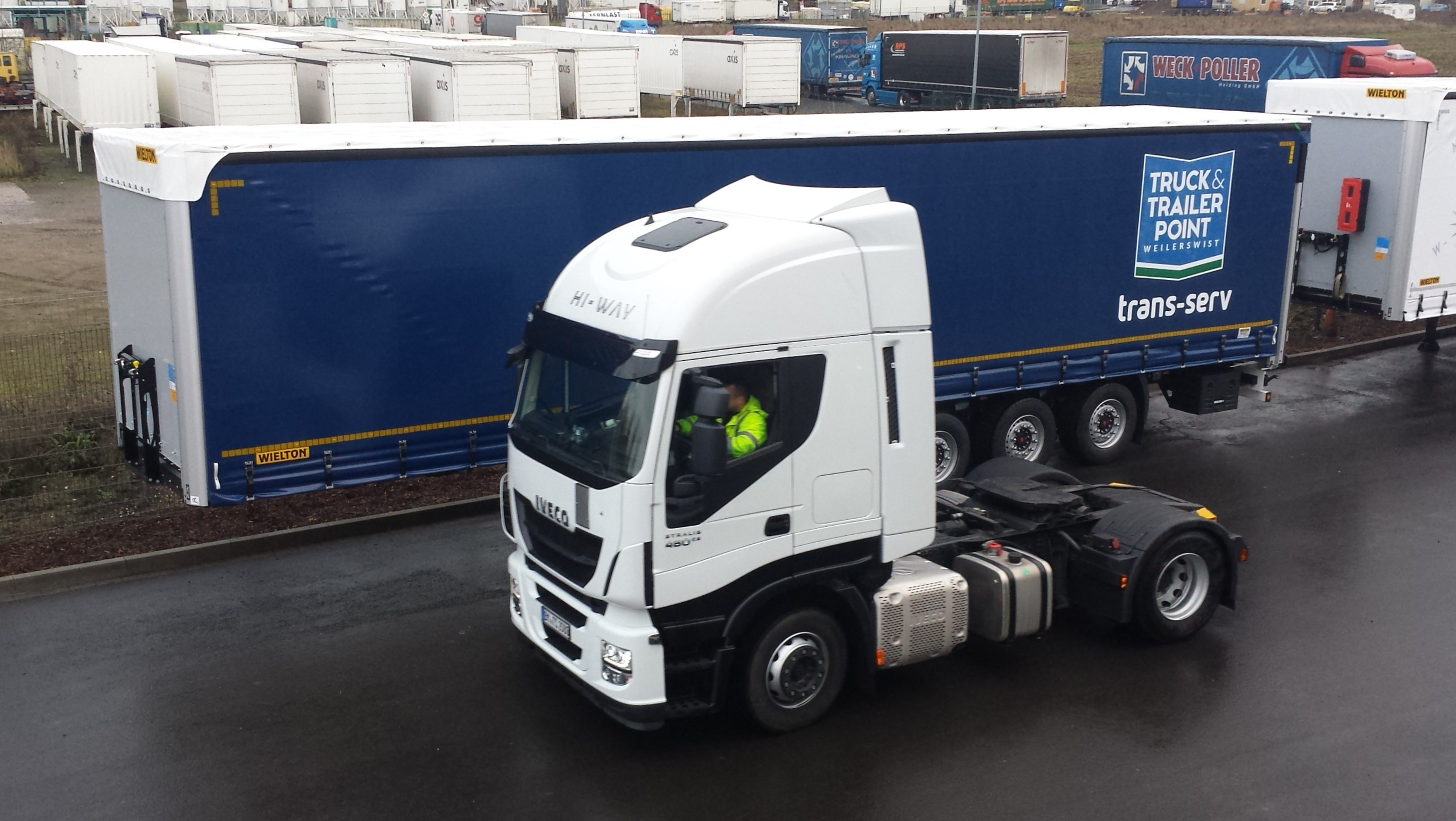
Tahač návěsů

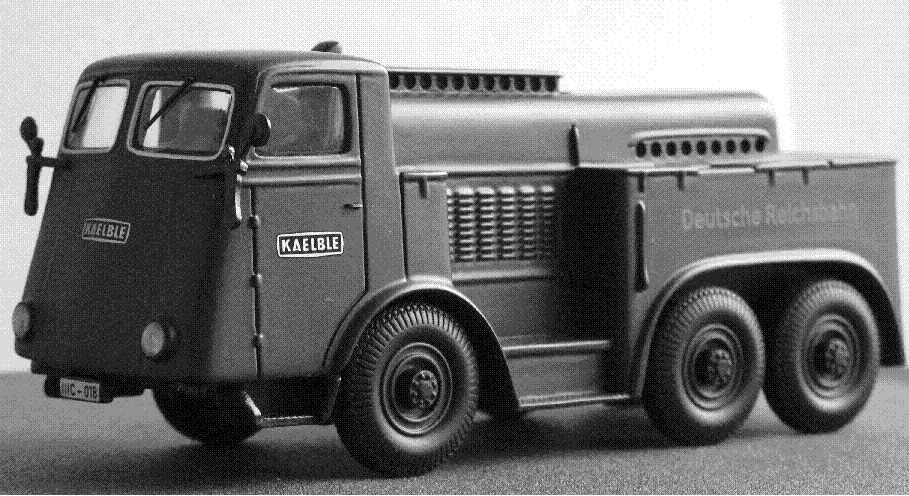
Tahač Kaelble Z6R3A 1937 (model)

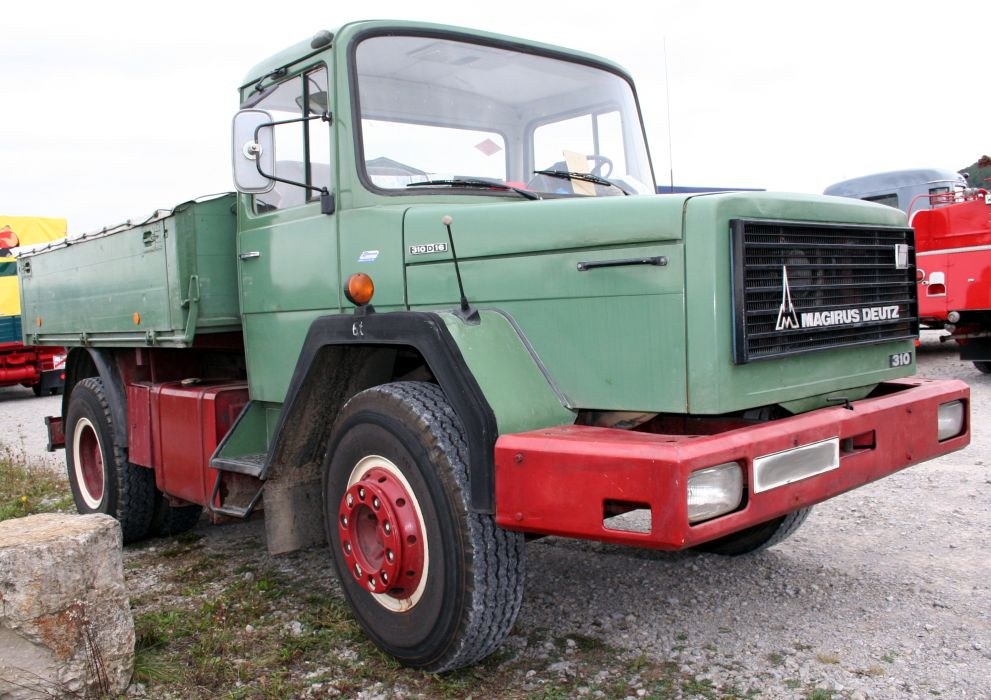
Tahač Magirus-Deutz ze 70. let 20. století

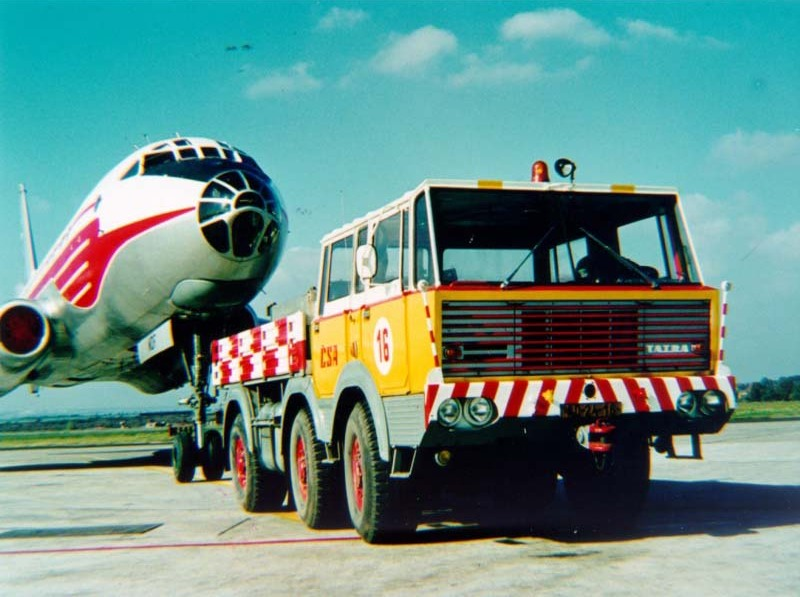
Tatra 813 při tažení letadla

Tahač je motorové vozidlo vybavené k tažení přípojných vozidel nebo zařízení, která nemají svůj vlastní pohon nebo jej nemohou z některého důvodu (například ekonomického) užít. Jde například o zemědělské stroje, přívěsy, návěsy, děla, houfnice, či zařízení pro zemní práce.

## Rozdělení
Podle podvozku:
- kolový tahač – například tahač návěsů nebo tahač podvalníků
- tahač polopásový (half-track)
- pásový tahač

Podle použití:
- silniční tahače pro přepravu nákladu
- zemědělské tahače (univerzální a specializované)
- stroje pro práci v lese (vyvážecí traktor, harvestor)
- tažná vozidla v letectví (tahač letadel)
- dělostřelecký tahač